# Dick Giordano

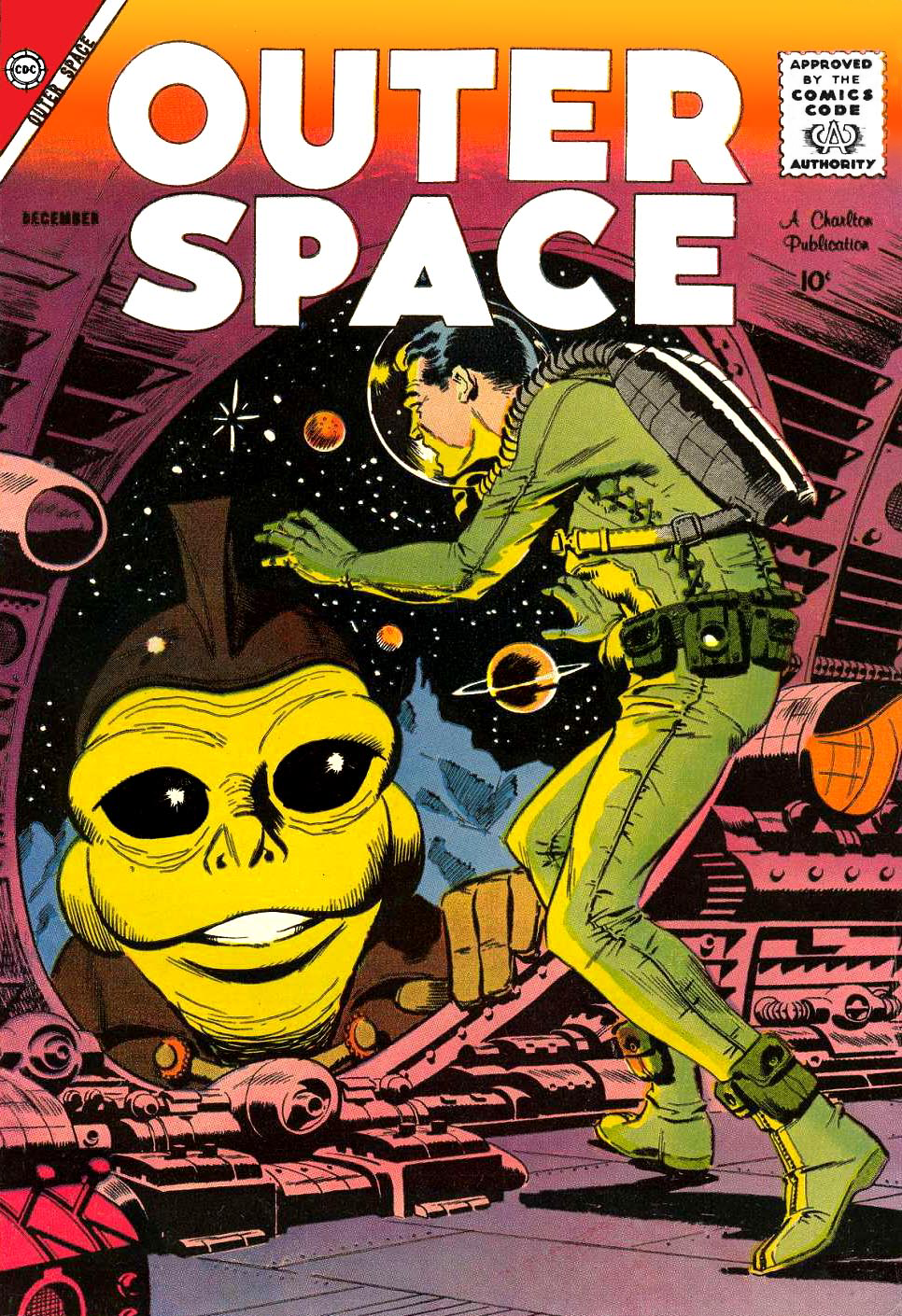
Outer Space 20 (Charlton Comics, desembre de 1958).

Dick Giordano   (Manhattan, 20 de juliol de 1932 - comtat de Volusia, 27 de març de 2010) Richard Joseph "Dick" Giordano va ser un autor de còmic i editor estatunidenc, conegut per les seves col·laboracions amb Neal Adams en diverses sèries de còmics de Batman, Green Lantern i Green Arrow i per haver estat director executiu de DC Comics, en aquell moment l'empresa capdavantera en la indústria dels còmics.

## Biografia

### Primers anys i carrera
Dick Giordano, fill únic, va néixer a Manhattan, Nova York el 20 de juliol de 1932, fill de Josephine i "Jack" (Graziano) Giordano. Va cursar els seus estudis secundaris a l'Escola d'Art Industrial.

### Charlton Comics
Giordano va començar a treballar com a artista independent per a Charlton Comics el 1952 i va crear dotzenes de dibuixos per als còmics de l'empresa, incloent títols com els còmics de l'oest Annie Oakley, Billy the Kid i Wyatt Earp, el còmic bèl·lic Fightin' Army i diverses portades d'altres còmics.
L'artista Roy Lichtenstein va usar els dibuixos de Giordano a Strange Suspense Stories, de Charlton, com a inspiració per a la seva sèrie de 1965-1966 Brushstroke, incloent Brushstroke i Big Painting No. 6. Els panells en qüestió provenien de la història "The Painting", del número 72 de Strange Suspense Stories (octubre de 1964).
El 1965, ja veterà de Charlton, Giordano va ser ascendit a editor executiu, en reemplaçament de Pat Masulli. Com a editor va fer els seus primers canvis en la indústria: va reviure als pocs superherois de Charlton i va fer que els seus artistes i guionistes creessin nous personatges, pel que ell cridava la línia "Action Hero" de l'empresa. Diversos d'aquests artistes eren nous talents que Giordano hi havia oposat, com Jim Aparo, Denny O'Neil i Steve Skeates.

### DC Comics
El vicepresident de DC Comics Irwin Donenfeld i el director editorial Carmine Infantino van contractar a Giordano com a editor a l'abril de 1968, després de ser suggerit per Steve Ditko. Giordano es va emportar a diversos dels autors de còmics que havia entrenat a Charlton. Encara que cap dels seus títols (com Bat Lash i Deadman) va ser un èxit comercial, alguns van ser lloats per la crítica. Giordano es va encarregar d'il·lustrar varis dels títols mitjanament populars de l'empresa, com Teen Titans, Aquaman i Young Love, però cap dels principals llibres de còmics de DC.
Al mateix temps, va treballar com a artista independent para DC, com a encarregat de llapis inicial i final. Els seus treballs més notables van ser en col·laboració amb Neal Adams en els còmics de Green Lantern.

### Continuity Associates
El 1971, frustrat pel que sentia com una falta d'oportunitats editorials, Giordano va abandonar DC per treballar amb Neal Adams en el seu estudi Continuity Associates, que servia com a borsa d'artistes per a les editorials especialitzades en llibres de còmics, com Charlton Comics, Marvel Comics i Big Apple Comix. Continuity va ajudar a llançar les carreres de diversos caricaturistes professionals i Giordano va ser el seu mentor durant el temps que van passar allí.
En la mateixa dècada, va realitzar diversos dibuixos de Batman i Wonder Woman per a DC, a més del còmic d'arts marcials "Sons of the Tiger", inclosa en la revista de còmics en blanc i negre The Deadly Hands of Kung Fu, de Marvel.

### Retorn a DC
El 1980, la nova redactora en cap de DC, Jenette Kahn, va tornar a contractar a Giordano perquè treballés en l'empresa. Al principi va ser l'editor de les historietes de Batman, però el 1981 va ser nomenat el nou editor general de l'empresa, i dos anys més tard va ser ascendit a vicepresident/editor executiu, un càrrec que ocuparia fins a 1993. Al costat de Kahn i Paul Levitz, Giordano va contribuir al rellançament de diversos personatges importants, com ara Superman, Batman, Wonder Woman, Flash, Green Lantern, la Lliga de la Justícia i els Teen Titans. Cap a finals de la dècada de 1980, van crear la línia de còmics Vertigo, orientada a un públic de major edat, sota la direcció de l'editora Karen Berger i influenciada per autors de còmics britànics com Alan Moore i Neil Gaiman.
Durant aquest període i fins que va abandonar l'empresa, Giordano va escriure una columna mensual en els llibres de còmics de DC titulada "Meanwhile...", que, de manera similar als "Bullpen Bulletins" de Marvel, incloïa notícies i informació sobre l'empresa i els seus creadors. A diferència de "Bullpen Bulletins", que es caracteritzava pel seu to irònic i exagerat, les columnes de Giordano "estaven escrites en un to relativament sobri, amb una veu amistosa, com un amic del teu pare que t'agrada molt i a qui no t'importa asseure't a escoltar-ho". Giordano tancava cada columna amb les mateixes paraules: "Gràcies i bona tarda".
Giordano també va continuar fent treballs de llapis final, com en el crossover ficcional de 1986 Crisis on Infinite Earths (en col·laboració amb George Pérez), en The Man of Steel, amb John Byrne i en Action Comics.

#### Drets dels creadors de còmics
Des de 1985, Giordano va estar en el mitjà d'un ampli debat sobre la indústria dels còmics, els sistemes d'avaluació i els drets dels creadors. Els guionistes veterans Mike Friedrich, Steven Grant i Roger Slifer citaven a Giordano en particular per la seva postura ferma pel que fa a DC. Aquest debat va ser una de les causes que el 1988 s'esbossés la Carta de Drets dels Creadors de Còmics.

### Últims anys
Giordano va abandonar DC el 1993. Va seguir realitzant treballs de llapis final durant un temps, però més tard va començar a treballar com a artista independent de temps complet. El 1994, Giordano va il·lustrar una adaptació de la novel·la Modesty Blaise en format de novel·la gràfica para DC Comics (ISBN 1-56389-178-6), juntament amb el guionista Peter O'Donnell.
En 2002, Giordano va col·laborar amb el llançament de Future Comics amb el guionista David Michelinie i l'artista Bob Layton. l'empresa va deixar de publicar en 2004.
Des de 2002, Giordano va realitzar els dibuixos de diversos nombres de The Phantom publicats en Europa i Austràlia. A mitjan dècada de 2000, va assumir el càrrec de director de la indústria de còmics A Commitment To Our Roots (ACTOR), reanomenada en 2006 com a Hero Initiative. En 2004, va completar juntament amb Roy Thomas una adaptació de la novel·la Drácula, de Bram Stoker; havien començat el projecte el 1947, però la cancel·lació de diverses de les revistes en blanc i negre de Marvel l'havien deixat als llimbs. La història acabada va ser inclosa en una edició en tapa dura de 2005 i en una altra edició similar, a color, en 2010. En 2005, F+W Publications Inc. va publicar el llibre instructiu d'art Drawing Comics with Dick Giordano (Dibuixant còmics amb Dick Giordano), escrit i il·lustrat per ell. La seva última obra va aparèixer en el número cinquanta-u del segon volum de Jonah Hex, al març de 2010, on va realitzar els dibuixos interiors i de la portada.

## Vida personal
Giordano va estar casat durant trenta-vuit anys amb Marie Trapani (germana del seu col·lega dibuixant Surt Trapani) fins a la seva defunció per càncer d'estómac el 1993. Van tenir tres fills: Lisa, Dawn i Richard Jr. La mort de Marie, combinada amb la pèrdua gradual d'audició de Giordano, ho van portar a prendre la decisió de retirar-se de DC.
Després de la defunció de la seva esposa, Giordano va dividir el seu temps entre les seves cases de Florida i Connecticut. El 1988, es va mudar a Palm Coast, Florida, on va continuar treballant com a artista independent fins al final de la seva vida.
Giordano havia tingut limfoma i leucèmia a conseqüència de la quimioteràpia. Va morir el 27 de març de 2010 a causa de complicacions derivades d'una pneumònia.

## Llegat
Com a artista, Giordano es va destacar pels seus dibuixos de llapis final. Durant finals de la dècada de 1960 i principis de la de 1970 va treballar en conjunt amb Neal Adams, i van il·lustrar diverses historietes de Batman i Llanterna Verda/Fletxa Verda para DC Comics. Giordano també es va encarregar del llapis final en el primer crossover ficcional entre DC i Marvel Comics, Superman vs. the Amazing Spider-Man (1976), sobre el llapis inicial de Ross Andru, i dos anys més tard, el 1978, va tornar a treballar amb Adams en el one-shot Superman vs. Muhammad Ali. Durant els últims anys de la dècada de 1970 i la de 1980, Andru i Giordano van ser els principals artistes de portades de DC: no solament il·lustraven totes les portades dels còmics de Superman, sinó també les de moltes altres historietes publicades per l'empresa.
Giordano va ser mentor o va inspirar a una generació d'artistes especialitzats en llapis final, incloent a Terry Austin i Bob Layton.

## Premis
Giordano va rebre diversos reconeixements en la indústria per les seves obres, incloent el Premi Alley al Millor Editor de 1969 i el Premi Shazam al Millor Llapis final (Divisió Dramàtica) per Green Lantern i altres títols de DC el 1970, 1971, 1973 (per la Lliga de la Justícia) i 1974.

## Obres
Ha il·lustrat les següents historietes:

### DC
- Action Comics (Human Target) #419-420, 422-423, 425-426, 428-429, 432 (1972?74); (Lex Luthor) #600 (1988); (Superman) #836 (dues pàgines, entre altres artistes) (2006)
- Adventure Comics (Zatanna) #419 (1972); (Aquaman) #475-478 (1980)
- Adventures in the DC Universe (Rose and Thorn & Zatanna) Anual #1 (1997)
- American Century #7 (2001)
- Armageddon: Inferno, minisèrie en quatre parts, (JSA) #4 (1992)
- Armageddon: The Alien Agenda, minisèrie en quatre parts, (Captain Atom) #4 (1992)
- Batman #247, 250 (1973); (Batman & Robin) #327 (1980); (Batman) #421 (1988)
- Batman: Hollywood Knight, minisèrie, #1-3 (2001)
- Batman: Dark Knight of the Round Table, minisèrie, #1-2 (1998)
- Batman: Gordon of Gotham, minisèrie, #1-4 (1998)
- Batman: Turning points, minisèrie en cinc parts, #3 (2001)
- Batman Chronicles #13, 21 (1998–2000)
- Batman: Gotham Knights #19, 28 (2001–02)
- Birds of Prey #11-12, 18 (1999–2000)
- Birds of Prey: Wolves, novel·la gràfica (1997)
- Black Canary: New Wings, minisèrie (sobre els esbossos de Trevor Von Eeden) #1-4 (1991–92)
- Brave and the Bold (Flaix & Doom Patrol) #65 (1966); (Human Target) #143-144 (1978); (Batman & Black Lightning) #163 (1980); (Batman & Canari Negre) #166 (1980)
- Gatúbela #31-32 (1996)
- Christmas with the Super-Heroes (Deadman) #2 (1988)
- Detective Comics (Elongated Man) #426, 430, 436, 449 (1972–75); (Batman) #457 (1976); (Human Target) #484, 486, 493 (1979–80); (Batichica) #487 (1979); (Batman i Robin) #500 (1981)
- Flaix (Elongated Man) #206, 208, 210, 212; (Green Lantern) #220-221, 223-224 (1971–73)
- Flaix, vol. 2, Anual #10 (1997)
- Fury of Firestorm Anual #4 (entre altres artistes) (1986)
- Green Arrow (Canari Negre) Annual #2 (1989)
- Hawk and Dove #25 (entre altres artistes) (1991)
- Jonah Hex, vol. 2, #51 (2010)
- Jonni Thunder a.k.a. Thunderbolt, minisèrie, #1-4 (1985)
- Justice League of America (Wonder Woman/Zatanna) #200 (1982)
- Justice League of America, vol. 4, #0 (una pàgina) (2006)
- L.A.W., minisèrie, #1-6 (1999–2000)
- Lois Lane (Rose and Thorn) #112, 115-116 (1971)
- Modesty Blaise, novel·la gràfica (1994)
- Nightwing: Alfred's Return, one-shot (1995)
- New Teen Titans, vol. 2, (Tals of Tamaran) #16 (1986)
- Power of Shazam #28
- Secret Origins (Halo) #6 (1986)
- Secret Origins of the World's Greatest Super-Heroes (Batman) (1989)
- Shadowdragon Annual #1 (1995)
- Shazam! #12, 25 (1974–76)
- Silver Age: Showcase (Seven Soldiers of Victory) #1 (2000)
- Strange Sports Stories #2-3 (1973–74)
- Supergirl, vol. 3, Anual #1 (1996)
- Superman (Fabulous World of Krypton) #236, 255, 271 (1971–74)
- Superman Forever, one-shot (entre altres artistes) (1998)
- Time Warp #1, 3 (1979–80)
- Wonder Woman #200-203, 220 (1972?75), #300 (entre altres artistes) (1983)
- Wonder Woman, vol. 2, Secret Files & Origins #1 (1998)

### Marvel
- Deadly Hands of Kung Fu (Sons of the Tiger) #1, 3 (1974)
- Dracula Lives #5-8, 10-11 (1974–75)
- Doctor Strange #1, 2, 4, 5 (1974) (llapis final)
- Legion of Monsters (Drácula) #1 (1975)
- Marvel Feature, vol. 2 (Red Sonja) #1 (1975)
- Savage Sword of Conan (Conan) #25 (1977); (Red Sonja) #78 (1982)

### Warren
- Creepy #94 (1978)
- Eerie #88 (1977)

### WiFi Digital Press
- Baron5 (2013)

### Star Reach
- Star Reach #2 (1975)

### Llibres
- Drawing Comics with Dick Giordano (F+W Publications Inc., 2005)